# Campeonato Mineiro de Futebol de 2022 - Módulo I
O Campeonato Mineiro de Futebol de 2022 - Módulo I, oficialmente denominado como Campeonato Mineiro Sicoob 2022, foi a 108ª edição da principal divisão do futebol Mineiro. Organizado pela Federação Mineira de Futebol (FMF) e disputado por 12 clubes entre 26 de janeiro e 2 de abril. A competição teve regulamento alterado em relação ao ano anterior.

## Regulamento

### Primeira fase
O Módulo I é disputado por doze clubes em turno único. Todos os times jogam entre si uma única vez. Ao fim das onze rodadas, os quatro primeiros colocados avançam para a fase final com jogos eliminatórios, enquanto os dois últimos são rebaixados para o Módulo II. Já os clubes terminados entre 5º e 8º lugar disputam o Troféu Inconfidência.
Os quatro primeiro colocados também garantem vaga na Copa do Brasil de 2023. Caso o Estado Minas Gerais tenha direito a uma quinta vaga, está será designada para o Campeão do Troféu Inconfidência 2022. Para a Série D do Campeonato Brasileiro de 2023, a FMF indicará à CBF os clubes melhores colocados no Campeonato que não estejam disputando as divisões superiores do Campeonato Brasileiro de 2023.

#### Critérios de desempate
Caso houver empate de pontos entre dois clubes, os critérios de desempate serão aplicados na seguinte ordem:
1. Número de vitórias
2. Saldo de gols
3. Gols marcados
4. Confronto direto
5. Número de cartões vermelhos
6. Número de cartões amarelos
7. Sorteio público na sede da FMF

### Fase Final
É disputada em formato eliminatório (conhecida como "mata-mata", com semifinais e final), com confrontos de ida e volta nas semifinais e jogo único na final. O time de melhor campanha tem a vantagem de decidir o mando de campo no segundo jogo de cada fase. O chaveamento é dado da seguinte forma: 1° melhor colocado x 4° melhor colocado e 2° melhor colocado x 3° melhor colocado.

### Critérios de desempate
1. Saldo de gols
2. Melhor campanha na primeira fase

## Equipes participantes

### Promovidos e rebaixados
| Pos. | Rebaixados do Módulo I de 2021 |
| ---- | ------------------------------ |
| 11°  | Boa Esporte                    |
| 12°  | Coimbra                        |

| Pos. | Promovidos do Módulo II de 2021 |
| ---- | ------------------------------- |
| 1º   | Villa Nova                      |
| 2º   | Democrata GV                    |

### Participantes
| Equipe                                   | Cidade               | Em 2021 | Estádio          | Capacidade | Títulos (último)    |
| ---------------------------------------- | -------------------- | ------- | ---------------- | ---------- | ------------------- |
| América Futebol Clube                    | Belo Horizonte       | 2º      | Independência    | 23.019     | 16 (último em 2016) |
| Clube Atlético Mineiro                   | Belo Horizonte       | 1º      | Mineirão         | 61.846     | 46 (último em 2021) |
| Athletic Club                            | São João del-Rei     | 8º      | Joaquim Portugal | 3.500      | 0 (não possui)      |
| Associação Atlética Caldense             | Poços de Caldas      | 7º      | Ronaldão         | 7.600      | 1 (em 2002)         |
| Cruzeiro Esporte Clube                   | Belo Horizonte       | 3º      | Mineirão         | 61.846     | 38 (último em 2019) |
| Esporte Clube Democrata                  | Governador Valadares | 2º (II) | Mamudão          | 8.675      | 0 (não possui)      |
| Clube Atlético Patrocinense              | Patrocínio           | 10º     | Pedro Alves      | 10.250     | 0 (não possui)      |
| Pouso Alegre Futebol Clube               | Pouso Alegre         | 5º      | Manduzão         | 26.000     | 0 (não possui)      |
| Tombense Futebol Clube                   | Tombos               | 4º      | Almeidão         | 3.050      | 0 (não possui)      |
| Uberlândia Esporte Clube                 | Uberlândia           | 9º      | Parque do Sabiá  | 53.350     | 0 (não possui)      |
| União Recreativa dos Trabalhadores (URT) | Patos de Minas       | 6º      | Zama Maciel      | 4.858      | 0 (não possui)      |
| Villa Nova Atlético Clube                | Nova Lima            | 1º (II) | Castor Cifuentes | 5.160      | 5 (último em 1951)  |

## Estádios
| América Mineiro              | Athletic | Atlético Mineiro | Democrata GV              |
| ---------------------------- | --- | --- | ------------------------- |
| Independência                | Joaquim Portugal | Mineirão | Mamudão                   |
| Capacidade: 23 019           | Capacidade: 3 500 | Capacidade: 61 846 | Capacidade: 8 675         |
|                              | | |                           |
| Caldense                     | Democrata GV Caldense Villa Nova Belo Horizonte Tombense Athletic Patrocinense Uberlândia Pouso Alegre URT Equipes de Belo Horizonte: América Atlético CruzeiroLocalização dos times no estado. | Democrata GV Caldense Villa Nova Belo Horizonte Tombense Athletic Patrocinense Uberlândia Pouso Alegre URT Equipes de Belo Horizonte: América Atlético CruzeiroLocalização dos times no estado. | Villa Nova                |
| Ronaldão                     | Democrata GV Caldense Villa Nova Belo Horizonte Tombense Athletic Patrocinense Uberlândia Pouso Alegre URT Equipes de Belo Horizonte: América Atlético CruzeiroLocalização dos times no estado. | Democrata GV Caldense Villa Nova Belo Horizonte Tombense Athletic Patrocinense Uberlândia Pouso Alegre URT Equipes de Belo Horizonte: América Atlético CruzeiroLocalização dos times no estado. | Castor Cifuentes          |
| Capacidade: 7 600            | Democrata GV Caldense Villa Nova Belo Horizonte Tombense Athletic Patrocinense Uberlândia Pouso Alegre URT Equipes de Belo Horizonte: América Atlético CruzeiroLocalização dos times no estado. | Democrata GV Caldense Villa Nova Belo Horizonte Tombense Athletic Patrocinense Uberlândia Pouso Alegre URT Equipes de Belo Horizonte: América Atlético CruzeiroLocalização dos times no estado. | Capacidade: 5 670         |
|                              | Democrata GV Caldense Villa Nova Belo Horizonte Tombense Athletic Patrocinense Uberlândia Pouso Alegre URT Equipes de Belo Horizonte: América Atlético CruzeiroLocalização dos times no estado. | Democrata GV Caldense Villa Nova Belo Horizonte Tombense Athletic Patrocinense Uberlândia Pouso Alegre URT Equipes de Belo Horizonte: América Atlético CruzeiroLocalização dos times no estado. |                           |
| Cruzeiro                     | Democrata GV Caldense Villa Nova Belo Horizonte Tombense Athletic Patrocinense Uberlândia Pouso Alegre URT Equipes de Belo Horizonte: América Atlético CruzeiroLocalização dos times no estado. | Democrata GV Caldense Villa Nova Belo Horizonte Tombense Athletic Patrocinense Uberlândia Pouso Alegre URT Equipes de Belo Horizonte: América Atlético CruzeiroLocalização dos times no estado. | Patrocinense              |
| Mineirão                     | Democrata GV Caldense Villa Nova Belo Horizonte Tombense Athletic Patrocinense Uberlândia Pouso Alegre URT Equipes de Belo Horizonte: América Atlético CruzeiroLocalização dos times no estado. | Democrata GV Caldense Villa Nova Belo Horizonte Tombense Athletic Patrocinense Uberlândia Pouso Alegre URT Equipes de Belo Horizonte: América Atlético CruzeiroLocalização dos times no estado. | Pedro Alves do Nascimento |
| Capacidade: 61 846           | Democrata GV Caldense Villa Nova Belo Horizonte Tombense Athletic Patrocinense Uberlândia Pouso Alegre URT Equipes de Belo Horizonte: América Atlético CruzeiroLocalização dos times no estado. | Democrata GV Caldense Villa Nova Belo Horizonte Tombense Athletic Patrocinense Uberlândia Pouso Alegre URT Equipes de Belo Horizonte: América Atlético CruzeiroLocalização dos times no estado. | Capacidade: 10 250        |
|                              | Democrata GV Caldense Villa Nova Belo Horizonte Tombense Athletic Patrocinense Uberlândia Pouso Alegre URT Equipes de Belo Horizonte: América Atlético CruzeiroLocalização dos times no estado. | Democrata GV Caldense Villa Nova Belo Horizonte Tombense Athletic Patrocinense Uberlândia Pouso Alegre URT Equipes de Belo Horizonte: América Atlético CruzeiroLocalização dos times no estado. |                           |
| Tombense                     | Pouso Alegre | Uberlândia | URT                       |
| Antônio Guimarães de Almeida | Manduzão | Parque do Sabiá | Zama Maciel               |
| Capacidade: 3 050            | Capacidade: 26 000 | Capacidade: 53 350 | Capacidade: 4 858         |
|                              | | |                           |

## Primeira fase
| Pos | Equipes          | Pts | J  | V | E | D | GP | GC | SG  | %  |
| --- | ---------------- | --- | -- | - | - | - | -- | -- | --- | -- |
| 1   | Atlético Mineiro | 28  | 11 | 9 | 1 | 1 | 23 | 5  | +18 | 85 |
| 2   | Athletic         | 25  | 11 | 8 | 1 | 2 | 15 | 4  | +11 | 76 |
| 3   | Cruzeiro         | 22  | 11 | 7 | 1 | 3 | 21 | 11 | +10 | 67 |
| 4   | Caldense         | 18  | 11 | 6 | 0 | 5 | 12 | 13 | –1  | 54 |
| 5   | América Mineiro  | 17  | 11 | 5 | 2 | 4 | 11 | 8  | +3  | 51 |
| 6   | Villa Nova       | 15  | 11 | 3 | 6 | 2 | 13 | 10 | +3  | 45 |
| 7   | Democrata GV     | 14  | 11 | 4 | 2 | 5 | 10 | 10 | 0   | 42 |
| 8   | Tombense         | 11  | 11 | 3 | 2 | 6 | 8  | 13 | –5  | 33 |
| 9   | Patrocinense     | 10  | 11 | 3 | 1 | 7 | 7  | 16 | –9  | 30 |
| 10  | Pouso Alegre     | 9   | 11 | 2 | 3 | 6 | 11 | 19 | –8  | 27 |
| 11  | Uberlândia       | 9   | 11 | 2 | 3 | 6 | 6  | 16 | –10 | 27 |
| 12  | URT              | 7   | 11 | 1 | 4 | 6 | 6  | 18 | –12 | 21 |

|  |                                                   |
|  | Zona de classificação para as semifinais          |
|  | Zona de classificação para o Troféu Inconfidência |
|  | Zona de rebaixamento para o Módulo II             |

### Confrontos
|              | AMM | ATH | ATM | CAL | CRU | DGV | PAT | POU | TOM | UEC | URT | VIL |
| ------------ | --- | --- | --- | --- | --- | --- | --- | --- | --- | --- | --- | --- |
| América-MG   | —   | 1–1 | 0–2 |     |     | 2–0 | 2–0 |     | 1–0 |     |     | 0–1 |
| Athletic     |     | —   |     |     | 0–1 | 1–0 | 1–0 |     | 1–0 |     | 4–0 | 1–0 |
| Atlético-MG  |     | 1–0 | —   | 3–0 | 2–1 |     | 3–0 |     | 3–0 |     |     |     |
| Caldense     | 2–1 | 0–1 |     | —   | 1–2 | 1–0 |     | 2–1 | 0–2 |     |     |     |
| Cruzeiro     | 0–2 |     |     |     | —   | 1–0 |     | 5–1 |     | 2–1 | 3–0 | 2–2 |
| Democrata GV |     |     | 0–1 |     |     | —   | 1–1 | 1–0 | 1–0 | 3–0 |     |     |
| Patrocinense |     |     |     | 0–2 | 2–1 |     | —   | 0–1 | 2–1 | 1–2 | 1–0 |     |
| Pouso Alegre | 0–1 | 1–4 | 2–3 |     |     |     |     | —   |     | 2–0 | 1–1 | 1–1 |
| Tombense     |     |     |     |     | 0–3 |     |     | 1–1 | —   | 0–0 | 2–0 | 2–1 |
| Uberlândia   | 2–1 | 0–1 | 0–4 | 0–1 |     |     |     |     |     | —   |     | 0–0 |
| URT          | 0–0 |     | 1–0 | 1–3 |     | 1–2 |     |     |     | 1–1 | —   |     |
| Villa Nova   |     |     | 1–1 | 2–0 |     | 2–2 | 2–0 |     |     |     | 1–1 | —   |

| Vitória do mandante Vitória do visitante Empate | Em negrito os jogos "clássicos". |

## Desempenho

### Rodadas na liderança
Clubes que lideraram o campeonato ao final de cada rodada:
| 1   | 2   | 3   | 4   | 5   | 6   | 7   | 8   | 9   | 10  | 11  |
| CRU | CRU | CAM | CAM | CRU | CRU | CRU | CAM | CAM | CAM | CAM |

### Rodadas na lanterna
Clubes que ficaram na última posição do campeonato ao final de cada rodada:
| 1   | 2   | 3   | 4   | 5   | 6   | 7   | 8   | 9   | 10  | 11  |
| URT | URT | URT | URT | POU | POU | POU | POU | UEC | POU | URT |

## Recopa Mineira
| 26 de janeiro | Tombense | 1 – 1          | Pouso Alegre     | Almeidão, Tombos                                                 |
| 19:00         | Ciel 21' | Súmula Borderô | 51' Bruno Moraes | Público: 342 Renda: R$ 6.840,00 Árbitro: Ricardo Marques Ribeiro |

|                                                                              |       | Penalidades                                                     |  |
| David Manoel Jean Lucas Keké Vinícius Mingotti Marquinhos Kleiton Zé Ricardo | 6 – 5 | Carlinhos Iago Nando Eberê Luanderson Gledson Maycon Igor Eto'o |  |

| Recopa Mineira                |
| Tombos                        |
| ----------------------------- |
| Tombense Campeão (2.º título) |

## Troféu Inconfidência
Em itálico, as equipes que jogaram por dois resultados iguais no resultado agregado, por terem melhor campanha na fase inicial. Em negrito as equipes que avançaram de fase.
|  | Semifinais      | Semifinais | Semifinais | Semifinais |   |              | Final | Final |
|  |                 |            |            |            |   |              |       |       |
|  | Democrata GV    | 1          | 3          | 4          |   |              |       |       |
|  | Villa Nova      | 2          | 1          | 3          |   |              |       |       |
|  | Villa Nova      | 2          | 1          | 3          |   | Democrata GV | 1     |       |
|  |                 |            |            |            |   | Democrata GV | 1     |       |
|  |                 | Tombense   | 0          |            |   |              |       |       |
|  | Tombense        | Tombense   | 0          | 3          | 1 | 4            |       |       |
|  | Tombense        |            |            | 3          | 1 | 4            |       |       |
|  | América Mineiro | 1          | 1          | 2          |   |              |       |       |

### Final
| 3 de abril | Democrata GV        | 1 – 0          | Tombense | Mamudão, Governador Valadares                                    |
| 18:00      | Gabriel Ferreira 9' | Súmula Borderô |          | Público: 3 810 Renda: R$ 102.460,00 Árbitro: André Luiz Skettino |

## Fase final
Em itálico, as equipes que jogaram por dois resultados iguais no resultado agregado, por terem melhor campanha na fase inicial. Em negrito as equipes que avançaram de fase.
|  | Semifinais       | Semifinais | Semifinais | Semifinais |   |                  | Final | Final |
|  |                  |            |            |            |   |                  |       |       |
|  | Caldense         | 0          | 0          | 0          |   |                  |       |       |
|  | Atlético Mineiro | 2          | 3          | 5          |   |                  |       |       |
|  | Atlético Mineiro | 2          | 3          | 5          |   | Atlético Mineiro | 3     |       |
|  |                  |            |            |            |   | Atlético Mineiro | 3     |       |
|  |                  | Cruzeiro   | 1          |            |   |                  |       |       |
|  | Cruzeiro         | Cruzeiro   | 1          | 2          | 2 | 4                |       |       |
|  | Cruzeiro         |            |            | 2          | 2 | 4                |       |       |
|  | Athletic         | 0          | 1          | 1          |   |                  |       |       |

### Troféu do Interior
| 30 de março | Caldense  | 1 – 1          | Athletic             | Ronaldão, Poços de Caldas                                      |
| 20:00       | Alemão 9' | Súmula Borderô | 57' Ricardo Oliveira | Público: 651 Renda: R$ 4.870,00 Árbitro: Igor Junio Benevenuto |

| 3 de abril | Athletic | 0 – 0          | Caldense | Joaquim Portugal, São João del-Rei                                         |
| 11:00      |          | Súmula Borderô |          | Público: 1 717 Renda: R$ 35.910,00 Árbitro: Marco Aurélio Fazekas Ferreira |

|                                                           |       | Penalidades                                                             |  |
| Antônio Falcão Mariano Kadu Douglas Santos Alason Sidimar | 5 – 4 | Filipi Arthur Igor Pimenta Guilherme Borges Douglas Skilo Mateus Muller |  |

### Final
| 2 de abril      | Atlético Mineiro                           | 3 – 1          | Cruzeiro | Mineirão, Belo Horizonte                                                 |
| 16:30 Histórico | Hulk 30', 79' (pen.) · Nacho Fernández 64' | Súmula Borderô | 89' Edu  | Público: 48 049 Renda: R$ 4.851.600,00 Árbitro: Felipe Fernandes de Lima |

| Atlético-MG | Cruzeiro |

| G               | 22 | Éverson         |     |     |
| LD              | 25 | Mariano         |     |     |
| Z               | 40 | Nathan Silva    |     |     |
| Z               | 4  | Réver           | 26' |     |
| LE              | 13 | Guilherme Arana |     |     |
| V               | 29 | Allan           | 70' | 83' |
| V               | 8  | Jair            |     | 87' |
| M               | 15 | Matías Zaracho  |     |     |
| M               | 26 | Nacho Fernández | 34' | 83' |
| A               | 11 | Keno            |     | 55' |
| A               | 7  | Hulk            | 80' |     |
| Reservas:       |    |                 |     |     |
| Z               | 3  | Junior Alonso   |     | 83' |
| V               | 5  | Otávio          |     | 83' |
| A               | 18 | Eduardo Sasha   |     | 87' |
| A               | 19 | Ademir          |     | 55' |
| Treinador:      |    |                 |     |     |
| Antonio Mohamed |    |                 |     |     |

| G               | 1  | Rafael Cabral    | 78' |     |
| LD              | 8  | Rômulo           |     |     |
| Z               | 26 | Oliveira         |     |     |
| Z               | 14 | Eduardo Brock    |     |     |
| LE              | 36 | Rafael Santos    |     |     |
| V               | 29 | Willian Oliveira | 27' | 81' |
| V               | 21 | Pedro Castro     |     | 60' |
| M               | 55 | Fernando Canesin |     | 81' |
| A               | 39 | Vitor Roque      |     | 69' |
| A               | 99 | Edu              | 26' |     |
| A               | 19 | Vitor Leque      |     | 60' |
| Reservas:       |    |                  |     |     |
| V               | 15 | Adriano          |     | 81' |
| V               | 52 | Miticov          |     | 81' |
| M               | 28 | João Paulo       |     | 60' |
| M               | 48 | Daniel Junior    |     | 69' |
| A               | 11 | Waguininho       |     | 60' |
| Treinador:      |    |                  |     |     |
| Paulo Pezzolano |    |                  |     |     |

## Classificação geral
- ^ A. 7.º colocado do Campeonato Brasileiro 2022.
- ^ B. Campeão da Série B 2022.
- ^ C. Classificado através do Ranking da CBF.
- ^ D. A Caldense que tinha a vaga para esta edição desistiu alegando motivos financeiros.[5] Utilizando da classificação do Estadual 2022, a vaga foi repassada ao Villa Nova que também recusou e por fim ao Patrocinense que aceitou disputar.[6].

## Premiação
| Campeonato Mineiro de 2022                |
| Brasil                                    |
| ----------------------------------------- |
| Atlético Mineiro Tricampeão (47.º título) |

| Troféu do Interior 2022       |
| Brasil                        |
| ----------------------------- |
| Athletic Campeão (1.º título) |

| Troféu Inconfidência 2022         |
| --------------------------------- |
| Democrata-GV Campeão (1.º título) |